# Friedrich Jonas (Soziologe)
Friedrich Jonas (* 20. Juni  1926 in Berlin; † 7. Dezember 1968 in Jugenheim in Rheinhessen) war ein deutscher Soziologe, der mit seiner vierbändigen Geschichte der Soziologie im Taschenbuchformat weit über fachwissenschaftliche Kreise hinaus bekannt wurde.

## Leben
Nach Abitur und Kriegsdienst studierte Jonas an der Universität Berlin Wirtschaftswissenschaften und erwarb 1949 den Titel Diplom-Volkswirt. Nach weiteren Studien, darunter auch Soziologie, an der FU Berlin, wurde er 1951 zum Dr. rer. pol. promoviert. 1951/52 studierte er als Stipendiat der amerikanischen Regierung an der University of Illinois. Anschließend arbeitete Jonas erst als wissenschaftliche Hilfskraft an der FU, dann als Wissenschaftlicher Assistent bei Erich Schneider an der Universität Bonn. Von 1954 bis 1960 war er für die Industrie tätig und leitete die volkswirtschaftliche Abteilung der Gutehoffnungshütte in Oberhausen. Anschließend wurde er Assistent von Arnold Gehlen an der Verwaltungshochschule in Speyer. Ab 1962 war Jonas dann Forschungsassistent an der Sozialforschungsstelle an der Universität Münster in Dortmund, wo er sich 1964 habilitierte. 1965 wurde er Professor für Soziologie an der Universität Mainz. Drei Jahre später starb er bei einem Verkehrsunfall.

## Geschichte der Soziologie
Zunächst veröffentlichte Jonas Schriften zu Fragen der Nationalökonomie, wandte sich dann aber der Soziologie zu und verfasste die vierbändige Geschichte der Soziologie, deren Bände zum Teil posthum erschienenen und die bis in die 1980er Jahre mehrfach wiederaufgelegt wurden, auch als zweibändige Studienausgabe, zuletzt in der 3. Auflage 2021. Jonas’ Geschichte der Soziologie erschien 1991 in französischer Sprache. In ihr schlägt er einen ideengeschichtlichen Bogen von der Aufklärung des 18. Jahrhunderts bis zu Talcott Parsons.

## Schriften (Auswahl)
- Sozialphilosophie der industriellen Arbeitswelt, Stuttgart: Enke 1960
- Das Selbstverständnis der ökonomischen Theorie, Berlin: Duncker & Humblot, 1964
- Die Institutionenlehre Arnold Gehlens, Tübingen: Mohr (Siebeck), 1966
- Geschichte der Soziologie, Teil 1., Aufklärung, Liberalismus, Idealismus: Mit Quellentexten, Reinbek bei Hamburg: Rowohlt, 1968 (rowohlts deutsche enzyklopädie)
- Geschichte der Soziologie, Teil 2., Sozialismus, Positivismus, Historismus: Mit Quellentexten, Reinbek bei Hamburg: Rowohlt, 1968 (rowohlts deutsche enzyklopädie)
- Geschichte der Soziologie, Teil 3., Französische und italienische Soziologie : Mit Quellentexten, Reinbek bei Hamburg: Rowohlt, 1969 (rowohlts deutsche enzyklopädie)
- Geschichte der Soziologie, Teil 4., Deutsche und amerikanische Soziologie : Mit Quellentexten, Reinbek bei Hamburg: Rowohlt, 1969 (rowohlts deutsche enzyklopädie)
- Histoire de la sociologie: des Lumières à la théorie du social, Paris: Larousse 1991.